# Friaredalen
Friaredalen , tidigare Junebäcksdalen, är en park i Jönköping, som ligger i Junebäckens dalgång. Friaredalen ingår i ett 3,5 kilometer långt park- och gångstråk som går längs Junebäckens sträckning från Vattenledningsparken via Karlaparken, Dalagatan och Friaredalen till Talavid. Själva Junebäcken rinner längs Dalagatan innan den går in i en kulvert, för att bli synlig igen i Friaredalen. Därefter rinner den i ledning ut till Vättern.
Friaredalen började anläggas 1936. Namnet Friaredalen alluderar på att livslånga band påstås ha knutits där. 
I parken finns konstgräsplanen Junebäcksvallen med plan för lag med elva spelare och en aktivitetsyta, där det kan spelas med trepersonslag och fempersonslag.   
Junebäcken i parken fungerar också som fördröjningsmagasin vid kraftiga regn. 

## Bildgalleri

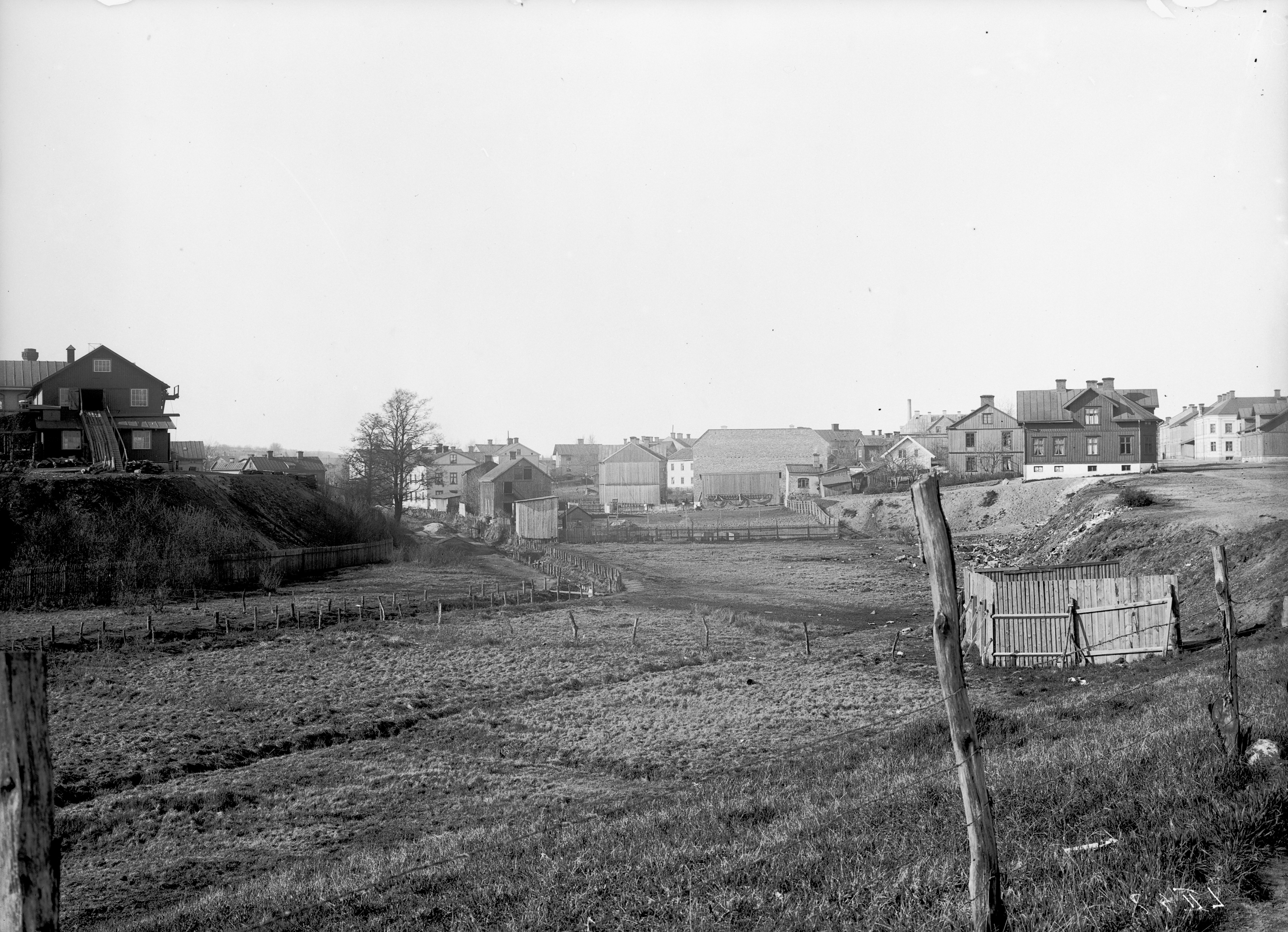
Junebäcksdalen norrut. Junebro Spånaskfabrik ligger till vänster mot Åsenvägen och hus på Gröna gatan till höger, 1920- eller 1930-tal. Foto: Erik Åkerhielm.
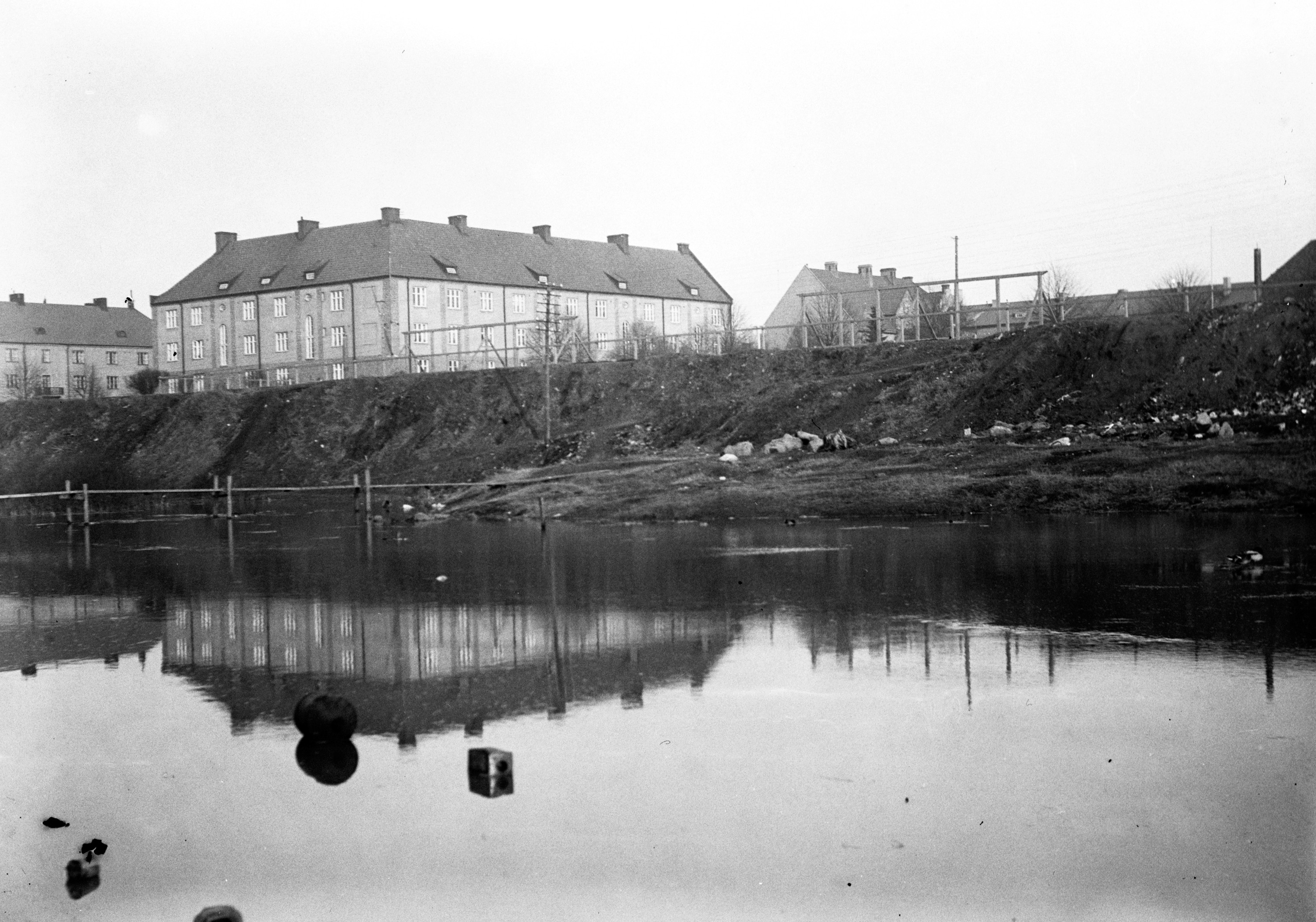
Friaredalen med bostadshus vid Gröna gatan/Veragatan i Torpa. Foto: Gustav Andersson.
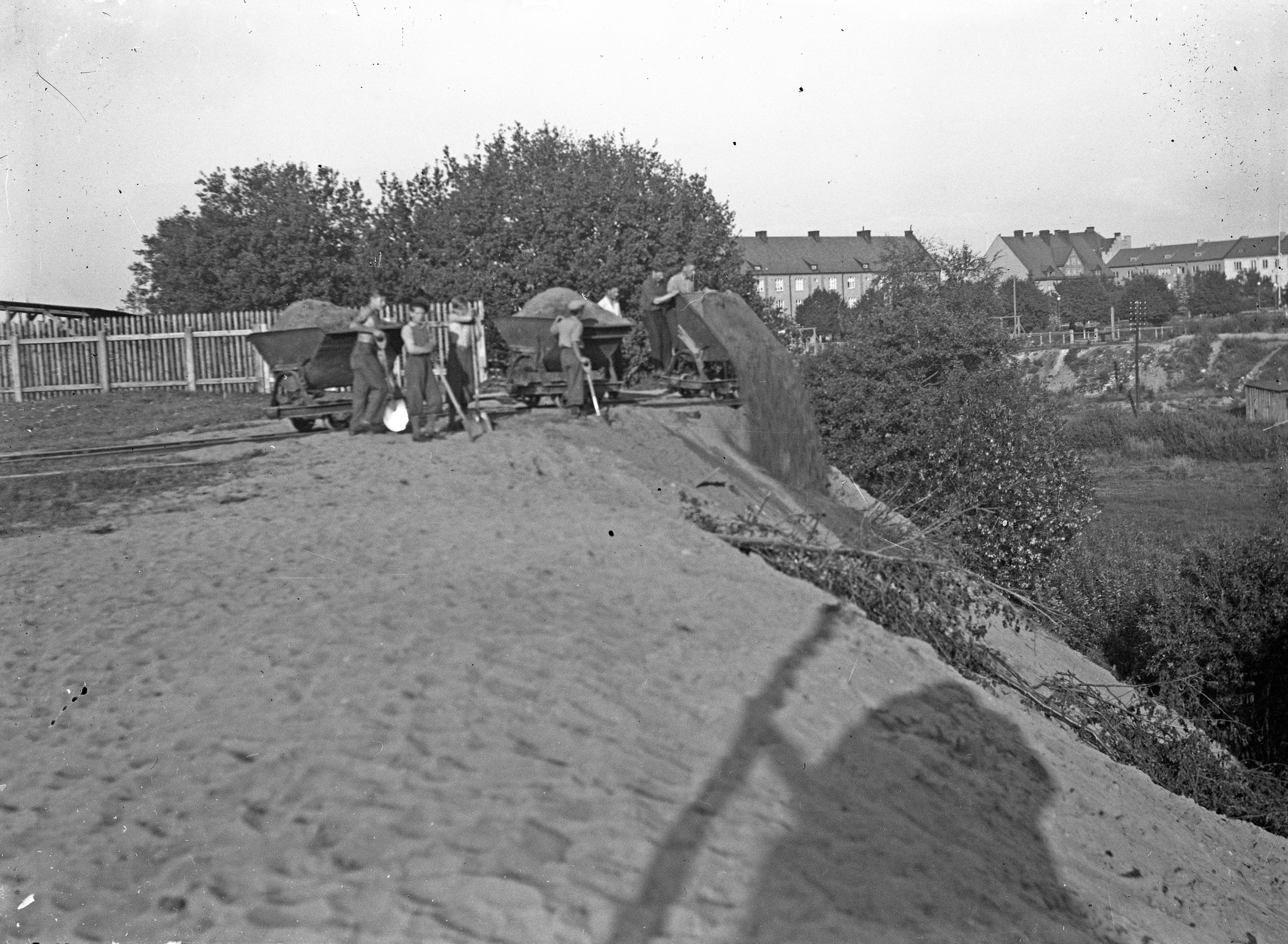
Jordschaktining i Friaredalen. Foto: Gustav Andersson.
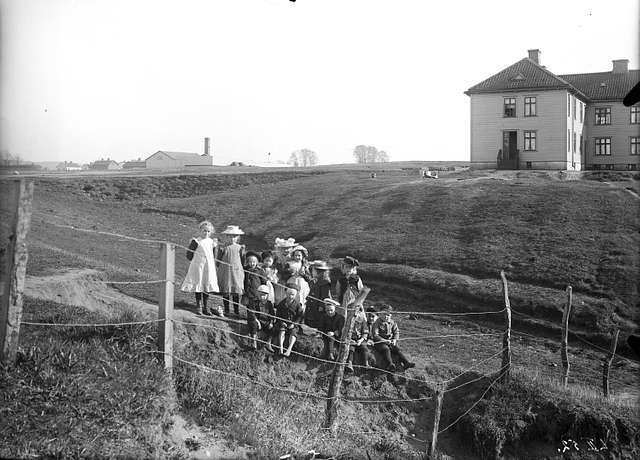
Barn i Friaredalen, 1930-talet. I bakgrunden till vänster Junebro Spånaskfabrik. Foto: Erik Åkerhielm.